# 집먼지 진드기
집먼지 진드기는 거미강 집먼지 진드기과(Pyroglyphidae)에 속하는 절지동물의 총칭이다. 침대의 매트리스, 이불, 베개 따위에 서식하면서 사람의 피부 각질이나 비듬 따위를 먹고 살아간다.
집먼지 진드기는 길이 0.4밀리미터, 너비 0.25~0.32밀리미터로 작고 투명하여 잘 보이지 않지만 검은 바탕에 올려놓고 보면 맨눈으로 겨우 보인다. 현미경으로 보면 난형(卵形)의 몸에 작은 가시털이 나 있고, 입이 앞쪽 다리 사이에 머리처럼 솟아 있다. 눈과 더듬이는 없다. 수컷의 수명은 보통 10~19일이지만 짝짓기를 한 암컷은 70여 일을 살면서 마지막 3일 동안에 60~100개의 알을 낳는다. 알은 부화하여 6개의 발을 갖는 유생이 되며, 3번 허물을 벗고 나면 강모(센털)가 듬성듬성 난 8개의 발(앞뒤 2쌍씩)을 지닌 성체가 된다.
집먼지 진드기가 번식하기에 가장 좋은 조건은 25℃ 정도의 온도와 80% 정도의 상대습도가 필요하다. 70℃ 이상이나 -17℃ 이하에서는 살 수 없으며, 상대습도가 60% 이하로 떨어지는 경우에 번식을 못하고 40-50% 이하에서는 1일 이내에 사멸된다.
사람의 피부에서 떨어지는 인설(비듬)을 먹고 사는 집먼지 진드기는 먼지 1gm당 100마리 이상이면 감작을 일으켜 알레르기 질환을 유발할 수 있는데 침대 매트리스, 양탄자, 천으로된 소파, 옷, 이부자리 및 자동차 시트 등에 많이 존재하며, 이런 곳에서 채취된 먼지 1gm에 수백마리정도의 집먼지 진드기가 발견되며 많게는 2만 마리까지 보고된 경우도 있다.
우리나라의 겨울은 비교적 길고 건조하며 또 대부분의 방 구조가 온돌로 되어 있어 진드기의 번식에 부적합할 것으로 생각되지만 두터운 이부자리와 주거상태가 난방이 잘된 아파트로 변화하고 또 가습기의 사용이 증가하는 등 생활환경의 변화로 겨울에도 진드기가 계속 서식하기 좋은 환경으로 변해가고 있다.
우리나라의 집먼지 진드기 수효는 8월에 가장 많고 5월에 가장 적지만 5월에도 알레르기 질환을 유발하는데는 충분한 양이므로 연중 증세가 유발된다.
집먼지 진드기는 전 세계적으로 분포한다. 세계적으로 사람이 사는 곳이라면 어디든 존재한다. 피부염을 일으키기도 하지만 그보다도 천식을 대표로 하는 알레르기성 질환의 원인이 되는 것이 더 중요하다. 집먼지진드기과(Pyroglyphidae) 중 미국에서는 큰다리먼지진드기(Dermatophagoides farinae)가, 유럽 등 구대륙에서는 세로무늬먼지진드기(Dermatophagoides pteronyssinus)가 주요한 종이다. 국내에는 이 두 종이 모두 존재하는 것으로 알려져 있다. 이들은 농축한 항원을 사람에 노출시켜 알레르기를 유발시킨다. 미국에서는 일반인의 4%가 이 진드기 항원에 대한 알레르기가 있다고 한다.

## 질병
알레르기 비염을 유발하는 원인 항원을 알레르겐이라고도 한다. 집먼지 진드기의 충체(사해;死骸), 분(糞)이 강한 알레르기활성을 하며 미입자로 흡입하면 흡입알레르기로서 가장 중요한 알레르기 항원인 알레르겐이 된다. 
알레르기 비염의 증상은 발작적인 재채기를 연속적으로 하게 되고, 동시에 물처럼 맑은 콧물이 흐르며, 눈과 코가 가렵고 코가 막히는 것이 알레르기 비염의 대표적인 증상으로 꼽힌다. 재채기와 콧물이 흐르는 증상은 보통 아침기상 시에 심했다가 오후로 되면서 감소하게 되며, 코막힘 증상을 계속 보이게 된다. 가려움증은 코뿐 아니라 눈, 목, 귀 등에도 발생하므로 치료 시 고려하여야 한다. 코막힘 증상은 가장 흔히 나타나는 주 증상으로 반 이상을 차지하며 만성적이고 생활의 질을 떨어뜨린다. 그 뒤로 콧물과 재채기 순으로 나타나며, 그 밖에 눈물, 두통, 후각감퇴, 폐쇄성 비음 등의 증상이 있다. 합병증으로 중이염, 부비동염, 인후두염 등이 동반될 수 있다.
또한, 알레르겐에 노출 된 후 일시적으로 천식 증상이 발생되는 경우도 있다. 대표적인 천식 증상은 천명, 호흡곤란, 가슴 답답함, 기침 등이다. 평소에는 질환이 없이 정상적인 생활을 하는 경우가 대부분인데, 여러 가지 원인에 의해서 갑작스러운 증상 악화가 발생한다. 이것을 ‘천식 발작’ 또는 '천식의 급성 악화'라고 한다. 천식 발작의 징후로는 증상이 급속도로 심해지고, 기관지 확장제를 복용한 후에도 나아지지 않을 때, 호흡곤란으로 말하기가 어려울 때 등이 있다. 심한 천식 발작으로 인해 즉각적인 응급치료 및 입원 치료가 필요한 경우도 있다. 이때 환자는 곧 죽을 것 같은 공포를 느끼며, 실제로 심한 천식 발작은 생명을 위협하기도 한다. 비전형적인 증상을 호소하는 경우도 많다. 예를 들어 마른 기침만 반복적으로 나타나는 경우, 가슴이 답답하거나 흉부 압박감을 호소하는 경우 또는 목구멍에 가래가 걸려있는 것 같은 증상을 호소하기도 한다.

## 퇴치법
이 진드기를 완전히 제거하는 것은 매우 어렵다. 민감한 사람의 경우 집 안의 먼지를 잘 제거하는 것이 예방에 도움이 된다. 특히 침대의 매트리스와 카펫을 자주 진공 소제하는 것이 좋다. 동시에 천 제품의 사용을 줄여야 한다. 카펫이나 두꺼운 커튼, 털이 북슬북슬한 담요 등은 자주 청소하거나 친환경 인증을 받은 제품을 선택하는 것이 좋다. 세탁이 어려운 침대 매트리스와 소파, 베개 속에는 비닐 커버를 씌워 각질이나 비듬 등이 천에 남아있지 않도록 한다. 이불과 베개 커버는 일주일에 한 번 정도 55도 이상의 뜨거운 물로 세탁한다. 환기를 자주 해 실내의 먼지 밀도를 낮추는 것도 한 방법이다.

## 참조문헌
- 권오길이 찾은 발칙한 생물들 : 기이하거나 별나거나 지혜로운 괴짜들의 한살이 2015. 7. 25.
- 임상 기생충학 2011.01.25
- 삼성서울병원 건강칼럼
- 알레르기 비염 [allergic rhinitis] (서울대학교병원 의학정보, 서울대학교병원)
- 천식 [asthma] (서울대학교병원 의학정보, 서울대학교병원)
- Jeong KY, Hong CS, Yong TS (2007년) Domestic arthropods and their allergens. Protein and Peptide Letters 14: 934-942.
- Yong TS, Jeong KY (2009년) Household arthropod allergens in Korea. Korean Journal of Parasitology 47: S143-S153.
- "'집안 해충과의 전쟁' 가을철 노려라",『세계일보』, 2010. 11. 05.